# Pierre de Nyert
Pierre de Nyert, né à Bayonne vers 1597 et décédé à Paris en 1682, est un chanteur français.

## Biographie
Premier valet de chambre de Louis XIV, musicien de bon niveau (luth), il est envoyé parfaire son éducation vocale à Rome et fréquente assidument le palais Barberini et son théâtre.
De retour en France en 1635, il participe aux ballets de cour.  
Il emprunte aux Italiens le respect de la prosodie naturelle, de la bonne diction et la mise en valeur des paroles, mais selon le goût français, il utilise à bon escient l'art des broderies en conservant une déclamation juste et raffinée. 
Il eut comme élèves Michel Lambert, Anne Chabanceau de La Barre, Mlle Hilaire et, probablement aussi, Bertrand de Bacilly. 
Pierre de Nyert était un valet intérieur, titre qui recouvrait en réalité plusieurs charges, et relayait l'information et parfois la rumeur, desservant ceux qui avaient eu le malheur de lui déplaire.
Jean de La Fontaine écrivit en 1677 une Epitre à M. de Niert qui est un pamphlet contre l'opéra lulliste.